# FBXO28
FBXO28 (англ. F-box protein 28) – білок, який кодується однойменним геном, розташованим у людей на короткому плечі 1-ї хромосоми.  Довжина поліпептидного ланцюга білка становить 368 амінокислот, а молекулярна маса — 41 149.
| 10         |  | 20         |  | 30         |  | 40         |  | 50         |
| ---------- |  | ---------- |  | ---------- |  | ---------- |  | ---------- |
| MAAAAEERMA |  | EEGGGGQGDG |  | GSSLASGSTQ |  | RQPPPPAPQH |  | PQPGSQALPA |
| PALAPDQLPQ |  | NNTLVALPIV |  | AIENILSFMS |  | YDEISQLRLV |  | CKRMDLVCQR |
| MLNQGFLKVE |  | RYHNLCQKQV |  | KAQLPRRESE |  | RRNHSLARHA |  | DILAAVETRL |
| SLLNMTFMKY |  | VDSNLCCFIP |  | GKVIDEIYRV |  | LRYVNSTRAP |  | QRAHEVLQEL |
| RDISSMAMEY |  | FDEKIVPILK |  | RKLPGSDVSG |  | RLMGSPPVPG |  | PSAALTTMQL |
| FSKQNPSRQE |  | VTKLQQQVKT |  | NGAGVTVLRR |  | EISELRTKVQ |  | EQQKQLQDQD |
| QKLLEQTQII |  | GEQNARLAEL |  | ERKLREVMES |  | AVGNSSGSGQ |  | NEESPRKRKK |
| ATEAIDSLRK |  | SKRLRNRK   |  |            |  |            |  |            |

A: Аланін

C: Цистеїн

D: Аспарагінова кислота

E: Глутамінова кислота

F: Фенілаланін

G: Гліцин

H: Гістидин

I: Ізолейцин

K: Лізин

L: Лейцин

M: Метіонін

N: Аспарагін

P: Пролін

Q: Глутамін

R: Аргінін

S: Серин

T: Треонін

V: Валін

Кодований геном білок за функцією належить до фосфопротеїнів. 
Задіяний у таких біологічних процесах як убіквітинування білків, поліморфізм, альтернативний сплайсинг. 
Локалізований у хромосомах, центромерах, кінетохорі.